# Tsuga caroliniana
Tsuga caroliniana (Тсуґа каролінська, англ. Carolina hemlock) — вид хвойних рослин родини соснових.

## Поширення, екологія
Країни проживання: Сполучені Штати Америки (Джорджія, Північна Кароліна, Південна Кароліна, Теннессі, Вірджинія). Росте на висоті від 600 до 1500 м над рівнем моря (зазвичай від 750 до 1200 м), на скелястих, вологих північних чи східних схилах або скелястих грядах, також уздовж струмків в прохолодних ярах. Клімат вологий і прохолодний, відносно теплий на більш низьких висотах, річна кількість опадів перевищує 1000 мм і падає протягом усього року; є багато хмарної погоди у будь-який час року. Це рідкісне і розсіяне дерево, яке росте поодинці, змішується з широколистяними дерев і чагарниками, або в невеликих майже чистих гаях на лише кілька особин.

## Морфологія
Дерево до 30 м заввишки, до 150 см діаметра на рівні грудей. Крона конічна, сплощена на старих деревах; гілки першого порядку довгі, стрункі, поширюються по горизонталі. Кора гладка, червоно-коричнева з жовтими бульбашками смоли, з віком стає грубою, лускатою і потрісканою, з фіолетово-сірою зовнішньою корою і червоно-коричневою внутрішньою корою. Вегетативні бруньки довгасті, 3–4 мм. Листки довжиною 10–20 мм, плоскі, але трохи донизу; нижня поверхня сизо, з 2 широкими, помітними смугами, верхня поверхня блискуча зелена. Насіннєві шишки від яйцеподібної до довгастої форми, розмір 2,5–4 × 1,5–2,5 см, вершини округлі, зелені, після дозрівання через 6–7 місяців після запилення від світло- до серединьо-коричневі. 2n = 24.

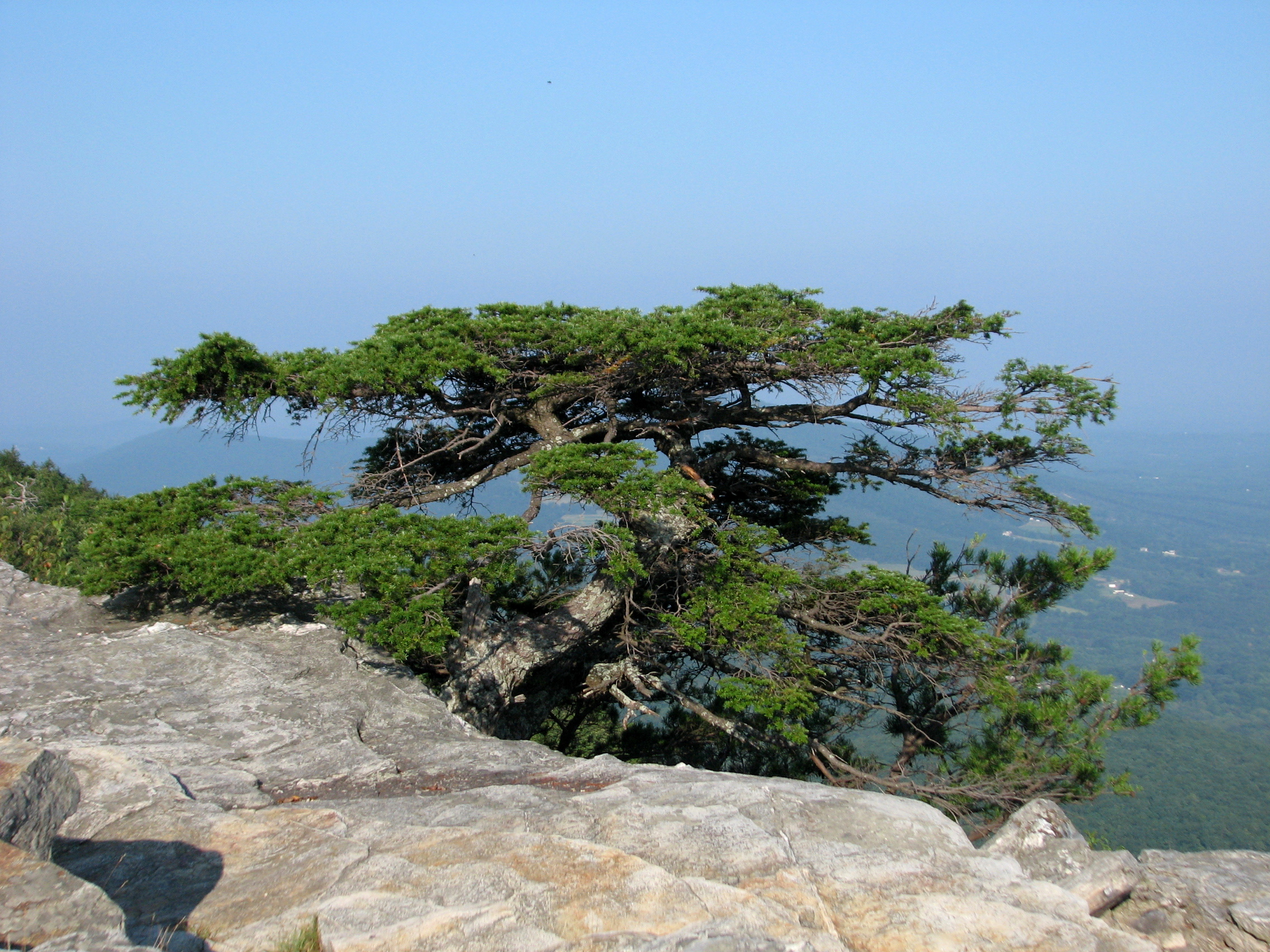
Дерево
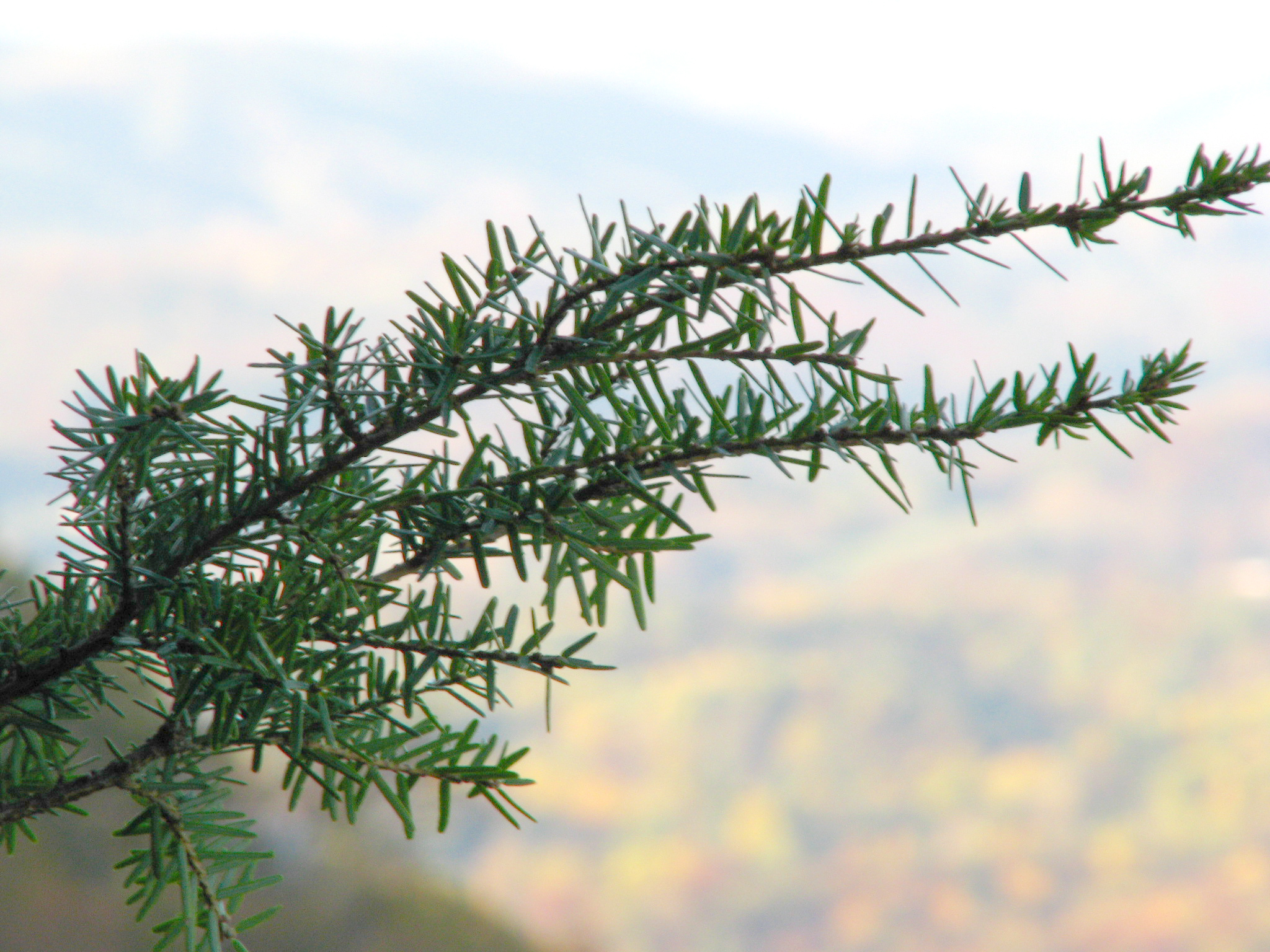
Гілка

## Використання
Деревина T. caroliniana має аналогічні властивості, що й Tsuga canadensis, але вид набагато рідший, так що його комерційна цінність обмежена. Як декоративне дерево він також менш широко використовується, бо з насіння вирощується досить повільно. Було виведено кілька декоративних сортів, в основному компактні або карликові.

## Загрози та охорона
Цей вид живе розрізненими, невеликими підгрупами на прохолодних, вологих або скельних ділянках, де більшість інших (покритонасінних) дерев і чагарників ростуть менш успішно. Вид може бути в небезпеці, якщо зміна клімату змінить ці місця зростання до більш теплих і сухих умов у майбутньому. Цей вид зустрічається в кількох охоронних територіях.